# Lucillella pomposa
Lucillella pomposa is een vlindersoort uit de familie van de prachtvlinders (Riodinidae), onderfamilie Riodininae.
Lucillella pomposa werd in 1910 beschreven door Stichel.